# Thomas Lovell
Sir Thomas Lovell, né à une date inconnue et mort dans le village d'Elsing dans le Norfolk le 25 mai 1524, est un homme d'État anglais.

## Biographie
Fait avocat à Lincoln's Inn, il soutient Henri Tudor contre le roi Richard III à la fin de la guerre des Deux-Roses. Frappé d’attainder par le Parlement de Richard III en 1484 (c'est-à-dire condamné sans procès et privé de ses biens), il combat du côté des Tudor à la bataille de Bosworth en août 1485, bataille à laquelle le roi Richard est tué et qui marque l'accession d'Henri Tudor (Henri VII) au trône. Son attainder est annulé, et le nouveau roi le nomme chancelier de l'Échiquier à vie le 12 octobre. Le 27 octobre, il est fait écuyer du corps du roi, puis chevalier du corps (Knight of the Body) en 1487. Il est aussi trésorier de la chambre du roi.
Il est élu une première fois député du comté du Northamptonshire à la Chambre des communes du Parlement d'Angleterre pour le parlement de novembre 1485, le premier parlement d'Henri VII. Ses pairs l'y élisent président (speaker) de la Chambre. Au nom de celle-ci, il exprime en décembre la demande des députés que le roi épouse Élisabeth d'York pour sceller la fin de la guerre civile. Les archives parlementaires sont incomplètes, mais il est probable qu'il ait continué à siéger comme député dans les années 1480 et 1490. En 1487 il combat à la bataille de Stoke, à laquelle l'armée du roi écrase les derniers prétendants yorkistes.

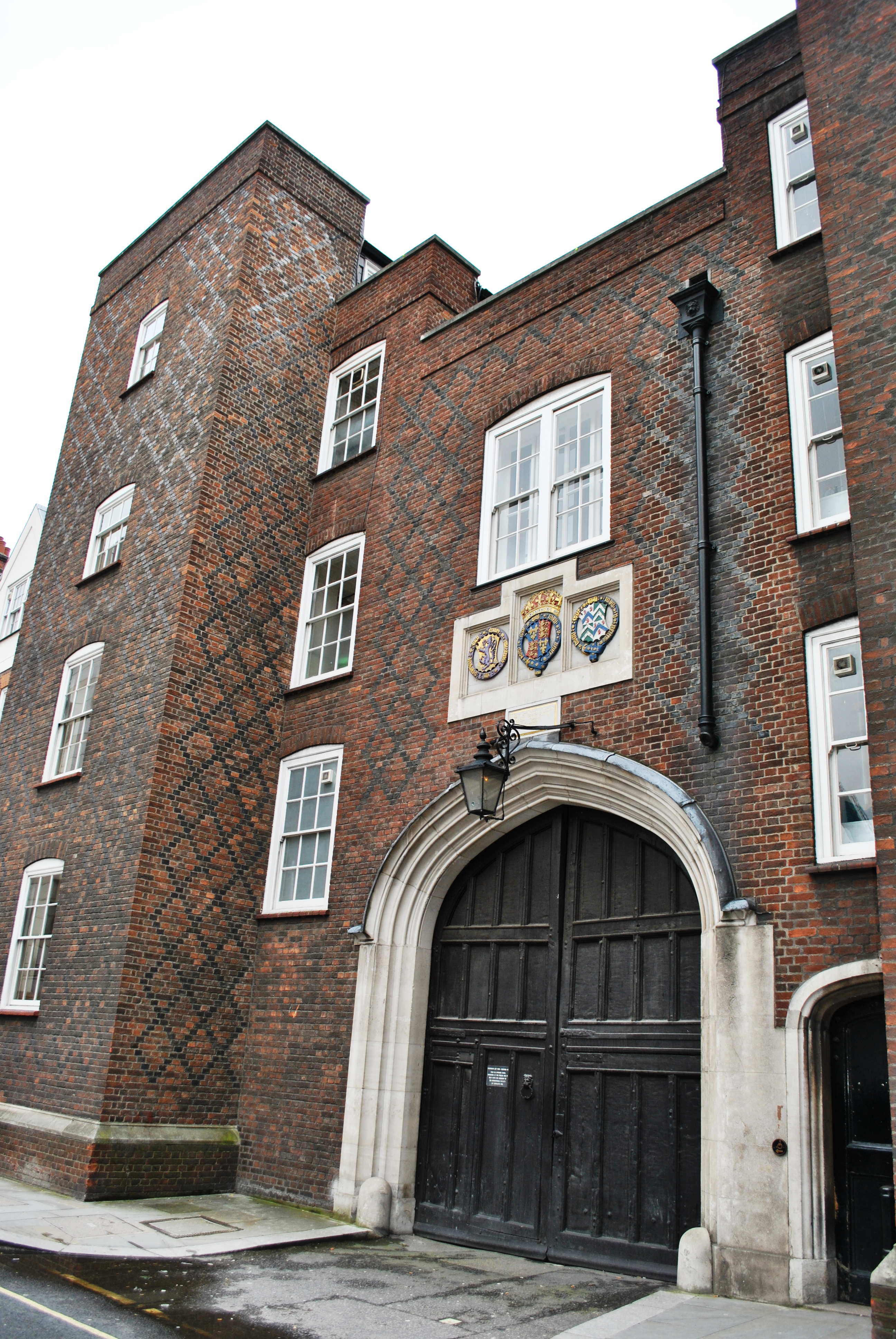
Loge d'entrée de Lincoln's Inn, affichant à droite les armoiries de Sir Thomas Lovell.

En 1502 il est nommé président du Conseil. L'année suivante, il est fait chevalier de l'ordre de la Jarretière. Dans le même temps, il est nommé haut-intendant à la fois de l'université d'Oxford et de l'université de Cambridge. À son accession au trône en 1509, Henri VIII le confirme dans sa fonction de chancelier de l'Échiquier, et le nomme également connétable de la Tour de Londres cette même année. Enrichi par sa proximité au roi, Thomas Lovell utilise une partie de sa fortune pour contribuer à la construction des bâtiments du Caius College de l'université de Cambridge, et à la construction de l'école d'enseignement secondaire de Nottingham. Il est la principale source de fonds pour la construction de la loge d'entrée de Lincoln's Inn, où il avait étudié ; il supervise personnellement les travaux, et ses armoiries y figurent toujours au-dessus de la porte d'entrée. Semble-t-il éclipsé par l'élévation de Thomas Wolsey au poste de Lord chancelier et de principal conseiller du roi en 1515, Thomas Lovell se retire de facto de la vie publique, bien qu'il demeure formellement chancelier de l'Échiquier jusqu'à sa mort. Il meurt sans descendance en 1524 après une longue maladie et est inhumé lors d'une cérémonie fastueuse dans une chapelle de Shoreditch.
Thomas Lovell apparaît, dans un rôle de second plan, dans la pièce Henri VIII de William Shakespeare. Son apparence y est anachronique : Il y discute avec l'évêque Stephen Gardiner de la grossesse d'Anne Boleyn ainsi que de l'influence de Thomas Cromwell et de Thomas Cranmer à la Cour, alors que celles-ci sont en réalité postérieures à sa mort.